# 李源朝
李源朝（朝鲜语：／；1909年6月2日—1955年），朝鮮記者、文學評論家。出生於慶尚北道安東市，在日本法政大學獲得法國文學學士學位。作為一名左翼知識分子，在朝鮮戰爭時期任記者。戰後留在北朝鮮，1953年被金日成肅清，判處12年徒刑，在獄中死亡。